# Moderator (fysik)
En moderator är ett ämne som används för att bromsa hastigheten på snabba neutroner och därmed sänka rörelseenergin. Moderatorer används för att kunna styra kedjereaktioner i kärnreaktorer. Goda moderatormaterial har hög benägenhet att bromsa in neutroner, men låg benägenhet att absorbera neutroner. 
Huvuddelen av alla reaktorer använder uran-235 som bränsle. Uran-235 har egenskapen att sannolikheten att en neutron skall fångas in och initiera en kärnklyvning är störst för neutroner som bromsats ner till låg hastighet, så kallade termiska neutroner. Den vanligaste typen av kärnkraftverk är så kallade lättvattenreaktorer (LWR - Light Water Reactor) där vanligt vatten används som moderator. Ett mindre antal reaktorer (AGR, RBMK, Magnox) har grafit som moderator, och ett fåtal har tungt vatten (HWR) som moderator. Även beryllium kan teoretiskt användas som moderator.
Moderatorn kan även ha andra uppgifter i en kärnreaktor: om vatten används som moderator fungerar det även som kylmedel.

## Mekanism
Mekanismen för moderering är att neutronens kinetiska energi minskar genom en serie elastiska stötar mot lätta atomkärnor. Vid varje kollision tappar neutronen en del av sin kinetiska energi till en atomkärna av moderatormaterialet, tills den har kommit ner till materialets termiska kinetiska energi.
Vid elastiska kollisioner mot tunga kärnor studsar neutronen tillbaka med samma kinetiska energi. Därför är tunga grundämnen inte effektiva moderatorer. Vid kollision med en atomkärna av väte (en proton), som har ungefär lika stor massa som en neutron, tappar neutronen i genomsnitt hälften av sin kinetiska energi. Efter ett tjugotal sådana kollisioner har neutronens energi minskat från några megaelektronvolt till termiska energier kring 25 milli-eV. Därför är vatten eller paraffin effektiva moderatorer.

## Absorption
Alla atomkärnor har även en träffyta eller sannolikhet för absorption, vilket innebär att neutronen förloras och inte kan bidra till kärnklyvningsprocessen. Absorptionen är mycket mindre för deuterium (i tungt vatten) eller kol-12 än för vanligt väte (i vanligt vatten). På grund av de låga neutronförlusterna i tungt vatten eller ren grafit är det med dessa moderatormaterial möjligt att konstruera en reaktor som drivs med naturligt, icke-anrikat uran. Med vanligt vatten som moderator är detta i praktiken omöjligt, och en sådan reaktor kräver anrikat uran för att få till stånd en kärnklyvningsprocess.

## Minigolfmetaforen

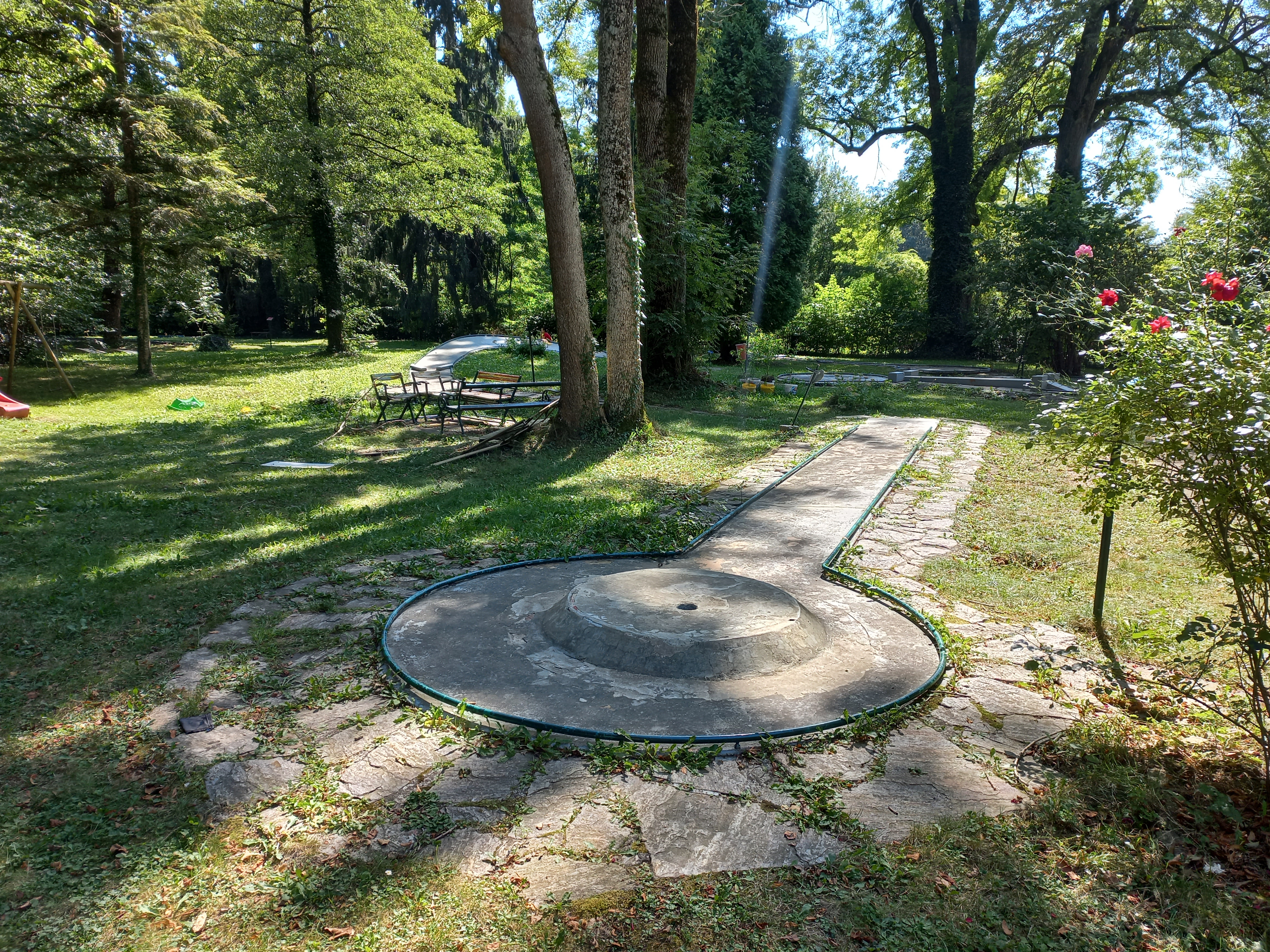
En minigolfbana med hålet innanför en förhöjning kan användas för att illustrera syftet med att använda moderator.

Förhållandet att uran-235 har ett betydligt större tvärsnitt, eller sannolikhet att klyvas, för långsamma neutroner kan populärt åskådliggöras med ett vanligt förekommande arrangemang i minigolf, där hålet är placerat innanför en förhöjning.
- Om golfbollen har för låg hastighet kan den inte övervinna höjdbarriären och når inte sitt mål. Detta motsvaras av en neutron som fångats upp av en absorbator, eller som färdats en alltför lång väg i moderator, innan den träffar en uranatom.
- Om golfbollen har för hög hastighet kommer den att övervinna höjdbarriären, men passerar hålet utan att falla i. Detta motsvaras av en neutron som i otillräcklig grad bromsats upp av moderator, och som därför träffar men inte förmår klyva uran-atomen.
- Slutligen så kan golfbollen om den har "lagom" hastighet ta sig upp för höjdbarriären, och sedan falla ner i hålet. Detta motsvaras av en neutron som i "lagom grad" bromsats upp av en moderator, och får en hög sannolikhet för att orsaka en klyvning.

En moderators uppgift är att ge en "lagom" inbromsning av neutroner utan att alltför många av dem absorberas i ämnet.